# Malpaso Productions
Malpaso Productions es una productora estadounidense de cine conocida originalmente como The Malpaso Company, fundada en 1967 por el actor y director de cine Clint Eastwood y el asesor financiero de éste, Irving Leonard.

## Orígenes del nombre

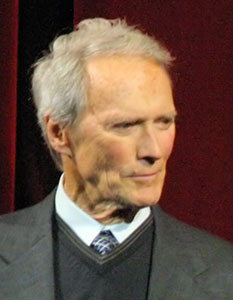
Clint Eastwood es el presidente de Malpaso desde 1969. Fotografía tomada en el Festival Internacional de Cine de Berlín en 2007.

El nombre se deriva de Malpaso Creek (en español, "mal paso" o "paso en falso"), ubicado al sur de Carmel-by-the-Sea, California. Eastwood había recibido entrenamiento básico del ejército estadounidense en el cercano Fort Ord, donde permaneció como salvavidas hasta que fue dado de baja en 1953.El 24 de diciembre de 1967, Eastwood compró cinco parcelas por un total de 283 acres (115 ha) de tierra a lo largo de Malpaso Creek de Charles Sawyer. Más tarde añadió más tierra hasta que adquirió 650 acres (260 ha). El terreno bordeaba la orilla sur de Malpaso Creek desde el lado este de la Carretera 1 hasta la cresta costera. Se lo vendió al condado de Monterey en 1995 por 3,08 millones de dólares.Cerca de la costa, un sendero y luego una carretera iban desde Carmel hasta Big Sur durante el siglo XIX. El arroyo tiene pendientes laterales muy empinadas y solo había un cruce (un vado a solo 10 pies (3,0 m) sobre el nivel del mar) hasta que se construyó el puente Malpaso Creek en 1935 como parte de la Carretera 1.

## Establecimiento
Cuando Eastwood aceptó asumir el papel de Hombre sin nombre en Hombre sin nombre en 1964, su agente le dijo que sería un "mal paso" para su carrera. La trilogía del dólar tuvo un éxito sorprendente. Después de filmar Where Eagles Dare en 1968, Eastwood se irritó por el dinero que consideraba desperdiciado durante estas grandes producciones. Quería tener un mayor control creativo sobre sus películas y decidió formar su propia productora. Consideró acertada la elección de "Malpaso".
Irving Leonard, asesor financiero de Eastwood, organizó la empresa para Eastwood tras el éxito y utilizando las ganancias de Trilogía del dólar. El primer largometraje que produjeron fue la película de 1968 Hang 'Em High. Leonard se desempeñó como presidente de Malpaso Company y productor asociado de las películas de Eastwood desde Hang 'Em High hasta su muerte en 1969.
Eastwood es conocido por sus calendarios de rodaje muy ajustados, terminando sus películas a tiempo y dentro del presupuesto, o antes y por debajo del presupuesto, normalmente en mucho menos tiempo que la mayoría de las productoras.
Pocas productoras cinematográficas como Malpaso Productions se han involucrado con un solo estudio para el estreno de sus películas. Warner Bros. Pictures ha sido distribuidor de muchas de las películas producidas, dirigidas y protagonizadas por Clint Eastwood, una relación que ha durado casi medio siglo y que ha dado lugar a más de 40 largometrajes.

## Producciones

### 1960
| Año  | Título           | Director     | Distribuidora      | Nombres             | Notas                                        |
| ---- | ---------------- | ------------ | ------------------ | ------------------- | -------------------------------------------- |
| 1968 | Hang 'Em High    | Ted Post     | United Artists     | The Malpaso Company | coproducción con Leonard Freeman Productions |
| 1968 | Coogan's Bluff   | Don Siegel   | Universal Pictures | The Malpaso Company |                                              |
| 1969 | Paint Your Wagon | Joshua Logan | Paramount Pictures | The Malpaso Company | coproducción con Alan Jay Lerner Productions |

### 1970
| Año  | Título                    | Director       | Distribuidora         | Nombres             | Notas                                            |
| ---- | ------------------------- | -------------- | --------------------- | ------------------- | ------------------------------------------------ |
| 1970 | Two Mules for Sister Sara | Don Siegel     | Universal Pictures    | The Malpaso Company | coproducción con Sanen Productions               |
| 1971 | The Beguiled              | Don Siegel     | Universal Pictures    | The Malpaso Company | coproducción con Jennings Lang Productions       |
| 1971 | Play Misty for Me         | Clint Eastwood | Universal Pictures    | The Malpaso Company | coproducción con Jennings Lang Productions       |
| 1971 | Dirty Harry               | Don Siegel     | Warner Bros. Pictures | The Malpaso Company |                                                  |
| 1972 | Joe Kidd                  | John Sturges   | Universal Pictures    | The Malpaso Company |                                                  |
| 1973 | High Plains Drifter       | Clint Eastwood | Universal Pictures    | The Malpaso Company |                                                  |
| 1973 | Breezy                    | Clint Eastwood | Universal Pictures    | The Malpaso Company |                                                  |
| 1973 | Magnum Force              | Ted Post       | Warner Bros. Pictures | The Malpaso Company |                                                  |
| 1974 | Thunderbolt and Lightfoot | Michael Cimino | United Artists        | The Malpaso Company |                                                  |
| 1975 | The Eiger Sanction        | Clint Eastwood | Universal Pictures    | The Malpaso Company | coproducción con Zanuck/ David Brown Productions |
| 1976 | The Outlaw Josey Wales    | Clint Eastwood | Warner Bros. Pictures | The Malpaso Company |                                                  |
| 1976 | The Enforcer              | James Fargo    | Warner Bros. Pictures | The Malpaso Company |                                                  |
| 1977 | The Gauntlet              | Clint Eastwood | Warner Bros. Pictures | The Malpaso Company |                                                  |
| 1978 | Every Which Way But Loose | James Fargo    | Warner Bros. Pictures | The Malpaso Company |                                                  |
| 1979 | Escape from Alcatraz      | Don Siegel     | Paramount Pictures    | The Malpaso Company |                                                  |

### 1980
| Año  | Título                               | Director         | Distribuidora         | Nombres             | Notas                                    |
| ---- | ------------------------------------ | ---------------- | --------------------- | ------------------- | ---------------------------------------- |
| 1980 | Any Which Way You Can                | Buddy Van Horn   | Warner Bros. Pictures | The Malpaso Company |                                          |
| 1982 | Firefox                              | Clint Eastwood   | Warner Bros. Pictures | The Malpaso Company |                                          |
| 1982 | Honkytonk Man                        | Clint Eastwood   | Warner Bros. Pictures | The Malpaso Company |                                          |
| 1983 | Sudden Impact                        | Clint Eastwood   | Warner Bros. Pictures | The Malpaso Company |                                          |
| 1984 | Tightrope                            | Richard Tuggle   | Warner Bros. Pictures | The Malpaso Company | escenas desacreditadas de Clint Eastwood |
| 1984 | City Heat                            | Richard Benjamin | Warner Bros. Pictures | The Malpaso Company |                                          |
| 1985 | Pale Rider                           | Clint Eastwood   | Warner Bros. Pictures | The Malpaso Company |                                          |
| 1986 | Heartbreak Ridge                     | Clint Eastwood   | Warner Bros. Pictures | The Malpaso Company |                                          |
| 1986 | Ratboy                               | Sondra Locke     | Warner Bros. Pictures | The Malpaso Company |                                          |
| 1988 | The Dead Pool                        | Buddy Van Horn   | Warner Bros. Pictures | Malpaso Productions |                                          |
| 1988 | Bird                                 | Clint Eastwood   | Warner Bros. Pictures | The Malpaso Company |                                          |
| 1988 | Thelonious Monk: Straight, No Chaser | Charlotte Zwerin | Warner Bros. Pictures | Malpaso Productions |                                          |
| 1989 | Pink Cadillac                        | Buddy Van Horn   | Warner Bros. Pictures | Malpaso Productions |                                          |

### 1990
| Año  | Título                                  | Director       | Distribuidora           | Nombres             | Notas                                                          |
| ---- | --------------------------------------- | -------------- | ----------------------- | ------------------- | -------------------------------------------------------------- |
| 1990 | White Hunter, Black Heart               | Clint Eastwood | Warner Bros. Pictures   | Malpaso Productions |                                                                |
| 1990 | The Rookie                              | Clint Eastwood | Warner Bros. Pictures   | Malpaso Productions |                                                                |
| 1992 | Unforgiven                              | Clint Eastwood | Warner Bros. Pictures   | Malpaso Productions |                                                                |
| 1993 | A Perfect World                         | Clint Eastwood | Warner Bros. Pictures   | Malpaso Productions | coproducción con Mark Johnson Productions                      |
| 1995 | The Bridges of Madison County           | Clint Eastwood | Warner Bros. Pictures   | Malpaso Productions | coproducción con Amblin Entertainment                          |
| 1995 | The Stars Fell on Henrietta             | James Keach    | Warner Bros. Pictures   | Malpaso Productions |                                                                |
| 1997 | Absolute Power                          | Clint Eastwood | Sony Pictures Releasing | Malpaso Productions | coproducción con Columbia Pictures y Castle Rock Entertainment |
| 1997 | Midnight in the Garden of Good and Evil | Clint Eastwood | Warner Bros. Pictures   | Malpaso Productions | coproducción con Silver Pictures                               |
| 1999 | True Crime                              | Clint Eastwood | Warner Bros. Pictures   | Malpaso Productions | coproducción con The Zanuck Company                            |

### 2000
| Año  | Título                | Director        | Distribuidora                            | Nombres             | Notas                                                                              |
| ---- | --------------------- | --------------- | ---------------------------------------- | ------------------- | ---------------------------------------------------------------------------------- |
| 2000 | Space Cowboys         | Clint Eastwood  | Warner Bros. Pictures                    | Malpaso Productions | coproducción con Mad Chance Productions, Village Roadshow Pictures y Clipsal Films |
| 2002 | Blood Work            | Clint Eastwood  | Warner Bros. Pictures                    | Malpaso Productions |                                                                                    |
| 2003 | Mystic River          | Clint Eastwood  | Warner Bros. Pictures                    | Malpaso Productions | coproducción con Village Roadshow Pictures y NPV Entertainment                     |
| 2004 | Million Dollar Baby   | Clint Eastwood  | Warner Bros. Pictures                    | Malpaso Productions | coproducción con Lakeshore Entertainment                                           |
| 2006 | Flags of Our Fathers  | Clint Eastwood  | Paramount Pictures/Warner Bros. Pictures | Malpaso Productions | coproducción con DreamWorks Pictures y Amblin Entertainment                        |
| 2006 | Letters from Iwo Jima | Clint Eastwood  | Warner Bros. Pictures                    | Malpaso Productions | coproducción con DreamWorks Pictures and Amblin Entertainment                      |
| 2007 | Rails & Ties          | Alison Eastwood | Warner Bros. Pictures                    | Malpaso Productions |                                                                                    |
| 2008 | Changeling            | Clint Eastwood  | Universal Pictures                       | Malpaso Productions | coproducción con Relativity Media and Imagine Entertainment                        |
| 2008 | Gran Torino           | Clint Eastwood  | Warner Bros. Pictures                    | Malpaso Productions | coproducción con Village Roadshow Pictures                                         |
| 2009 | Invictus              | Clint Eastwood  | Warner Bros. Pictures                    | Malpaso Productions | coproducción con Spyglass Entertainment                                            |

### 2010
| Año  | Título                 | Director       | Distribuidora         | Nombres             | Notas |
| ---- | ---------------------- | -------------- | --------------------- | ------------------- | --- |
| 2010 | Hereafter              | Clint Eastwood | Warner Bros. Pictures | Malpaso Productions | coproducción con Amblin Entertainment y The Kennedy/Marshall Company                                                                  |
| 2011 | J. Edgar               | Clint Eastwood | Warner Bros. Pictures | Malpaso Productions | coproducción con Imagine Entertainment y Wintergreen Productions                                                                      |
| 2012 | Trouble with the Curve | Robert Lorenz  | Warner Bros. Pictures | Malpaso Productions | |
| 2014 | Jersey Boys            | Clint Eastwood | Warner Bros. Pictures | Malpaso Productions | coproducción con RatPac-Dune Entertainment y GK Films                                                                                 |
| 2014 | American Sniper        | Clint Eastwood | Warner Bros. Pictures | Malpaso Productions | coproducción con Village Roadshow Pictures, RatPac-Dune Entertainment, Mad Chance Productions y 22nd & Indiana Pictures               |
| 2016 | Sully                  | Clint Eastwood | Warner Bros. Pictures | Malpaso Productions | coproducción con Village Roadshow Pictures, RatPac-Dune Entertainment, Flashlight Films, The Kennedy/Marshall Company and Orange Corp |
| 2018 | The 15:17 to Paris     | Clint Eastwood | Warner Bros. Pictures | Malpaso Productions | coproducción con Village Roadshow Pictures y Access Entertainment                                                                     |
| 2018 | The Mule               | Clint Eastwood | Warner Bros. Pictures | Malpaso Productions | coproducción con Imperative Entertainment and Bron Creative                                                                           |
| 2019 | Richard Jewell         | Clint Eastwood | Warner Bros. Pictures | Malpaso Productions | coproducción con Appian Way Productions, Misher Films y 75 Year Plan Productions                                                      |

### 2020
| Año  | Título      | Director       | Distribuidora         | Nombres             | Notas                                       |
| ---- | ----------- | -------------- | --------------------- | ------------------- | ------------------------------------------- |
| 2021 | Cry Macho   | Clint Eastwood | Warner Bros. Pictures | Malpaso Productions |                                             |
| 2024 | Juror No. 2 | Clint Eastwood | Warner Bros. Pictures | Malpaso Productions | coproducción con Dichotomy and Gotham Group |